# Kazimierz Siemaszko
Kazimierz Siemaszko CM (ur. 19 grudnia 1847 we wsi Dyskajmie (lit. Dickaimis) na Litwie, zm. 20 maja 1904 w Krakowie) – polski prezbiter katolicki, misjonarz św. Wincentego a Paulo, pedagog, wychowawca i działacz społeczny.

## Życiorys
Był synem Kazimierza, pochodzącego z drobnej szlachty litewskiej i Józefy z d. Wojtkiewicz. Prawdopodobnie miał brata Teofila. Po ukończeniu szkoły ludowej w Betygole udał się do Wilna, gdzie zapisał się do gimnazjum męskiego. 3 czerwca 1863 był naocznym świadkiem egzekucji ks. Stanisława Iszory oraz innych mordów dokonywanych przez ludzi Michaiła Murawjowa. Znał osobiście przywódców powstania styczniowego Ludwika Narbutta i gen. Zygmunta Sierakowskiego. W sierpniu 1865 przystąpił do Bractwa Wzywania Dusz Czyśćcowych w kościele pw. Wszystkich Świętych w Wilnie. We wrześniu tego samego roku został zaliczony w poczet mieszczan wileńskich „spośród stanu byłej szlachty polskiej [...] jako pracujący mieszczanin”, po czym zwrócił się do Rady Miejskiej o pozwolenie na wstąpienie do stanu duchownego. Pozwolenie takie zostało wydane, jednak ze względu na brak miejsc w seminarium rządowym na jakiś czas zaniechał planu zostania księdzem.
W 1869 spotkał się z ks. Józefem Bąkowski, misjonarzem i rektorem seminarium w Białymstoku, od którego otrzymał list polecający do Zgromadzenia Księży Misjonarzy na Starym Kleparzu w Krakowie. 4 stycznia 1870 został przyjęty do Seminarium Internum. Po ukończeniu studiów teologicznych 19 grudnia 1875 przyjął święcenia kapłańskie we Lwowie. W grudniu 1885 otrzymał obywatelstwo austriackie. Był m.in. katechetą w szkole św. Stanisława, kapelanem w szpitalu św. Łazarza i szpitalu św. Ludwika, ekonomem domu kleparskiego, od 1880 ekonomem prowincji krakowskiej Zgromadzenia, kierownikiem duchowym wizytatora ks. Pierre’a Soubieille’a, nade wszystko jednak był twórcą instytucjonalnych form opieki dla młodzieży męskiej w Krakowie i Czernej. Zmarł po krótkiej chorobie 20 maja 1904 w zakładzie im. Helclów w Krakowie. Został pochowany w grobowcu Zgromadzenia na cmentarzu Rakowickim.

## Dzieło
Opiekował się ubogimi i osieroconymi chłopcami, przez których nazywany był „Siemachą”. Dzięki wsparciu Sejmu Krajowego, władz miasta i społeczności Krakowa, w 1886 zakupił dom przy ul. Długiej 38 (obecnie 42), w którym założył „dom schronienia i dobrowolnej pracy dla biednych opuszczonych chłopców”, po jego śmierci w 1904 przemianowany na Zakład Wychowawczy im. ks. Siemaszki. Do licznego grona darczyńców należał Erazm Jerzmanowski, który dwukrotnie wspierał jego Zakład. W grudniu 1886 ks. Siemaszko otrzymał zgodę kuratorium na otwarcie w schronisku szkoły powszechnej z prawem publiczności, w której uczyła się także młodzież z miasta. W zakładzie było wtedy 60 chłopców, młodsi uczęszczali do klas dziennych, a starsi – terminatorzy – do wieczorowych, tzw. przemysłowych szkół miejskich. Szkoła miała warsztat introligatorski i własną orkiestrę. W 1889 powiększył schronisko, dobudowując trzypiętrową oficynę z kuchnią, pralnią, obszerną świetlicą i salą gimnastyczną. W tym samym roku w imieniu Zgromadzenia zakupił w Czernej k. Krzeszowic dziesięciomorgową parcelę pod budowę willi wakacyjnej dla najmłodszych chłopców, którą ukończył rok później.
Poza pracą wychowawczą i organizacyjną w zakładzie, którą przez 15 lat prowadził sam, brał udział w organizowaniu bliźniaczego domu opieki nad zaniedbaną młodzieżą – z fundacji księcia Aleksandra Lubomirskiego przy ul. Rakowickiej 27 (obecnie Uniwersytet Ekonomiczny) w Krakowie. Od 1887 był konsultantem projektów budowy zakładu. Fundator zamierzał oddać dzieło pod zarząd Zgromadzenia Misji, ale ks. Siemaszko po rozważeniu warunków i z obawy o losy zakładu przy ul. Długiej, odmówił przyjęcia kierownictwa. Od 1893 należał jednak do rady nadzorczej fundacji, a od 1902 był członkiem Wydziału Wykonawczego Kuratorii zakładu. Do końca życia utrzymywał kontakt z zarządem fundacji.

## Upamiętnienie
W uznaniu zasług, jego imieniem nazwano zakład przy ul. Długiej oraz jedną z ulic na Białym Prądniku w Krakowie. W 1987 z okazji stulecia zakładu w Czernej, na ścianie budynku, w którym obecnie mieści się dom pomocy społecznej wmurowana została tablica pamiątkowa, ufundowana przez byłych wychowanków zakładu. Zakłady utworzone przez ks. Kazimierza Siemaszkę działały do 1954, kiedy zostały zamknięte przez komunistyczne władze, a ich majątek przejęty przez państwo. Ostatnim dyrektorem był późniejszy biskup pomocniczy krakowski Albin Małysiak. Do idei wychowawczych ks. Siemaszki współcześnie odwołuje się Stowarzyszenie Siemacha. W budynku przy ul. Długiej 42 mieści się siedziba Stowarzyszenia i specjalistyczna placówka wsparcia dziennego dla dzieci, która przechowuje pamięć o swoim patronie.
W Szpitalu Miejskim Specjalistycznym im. Gabriela Narutowicza w Krakowie imię księdza Siemaszki nosi jeden z budynków.

## Fotogaleria

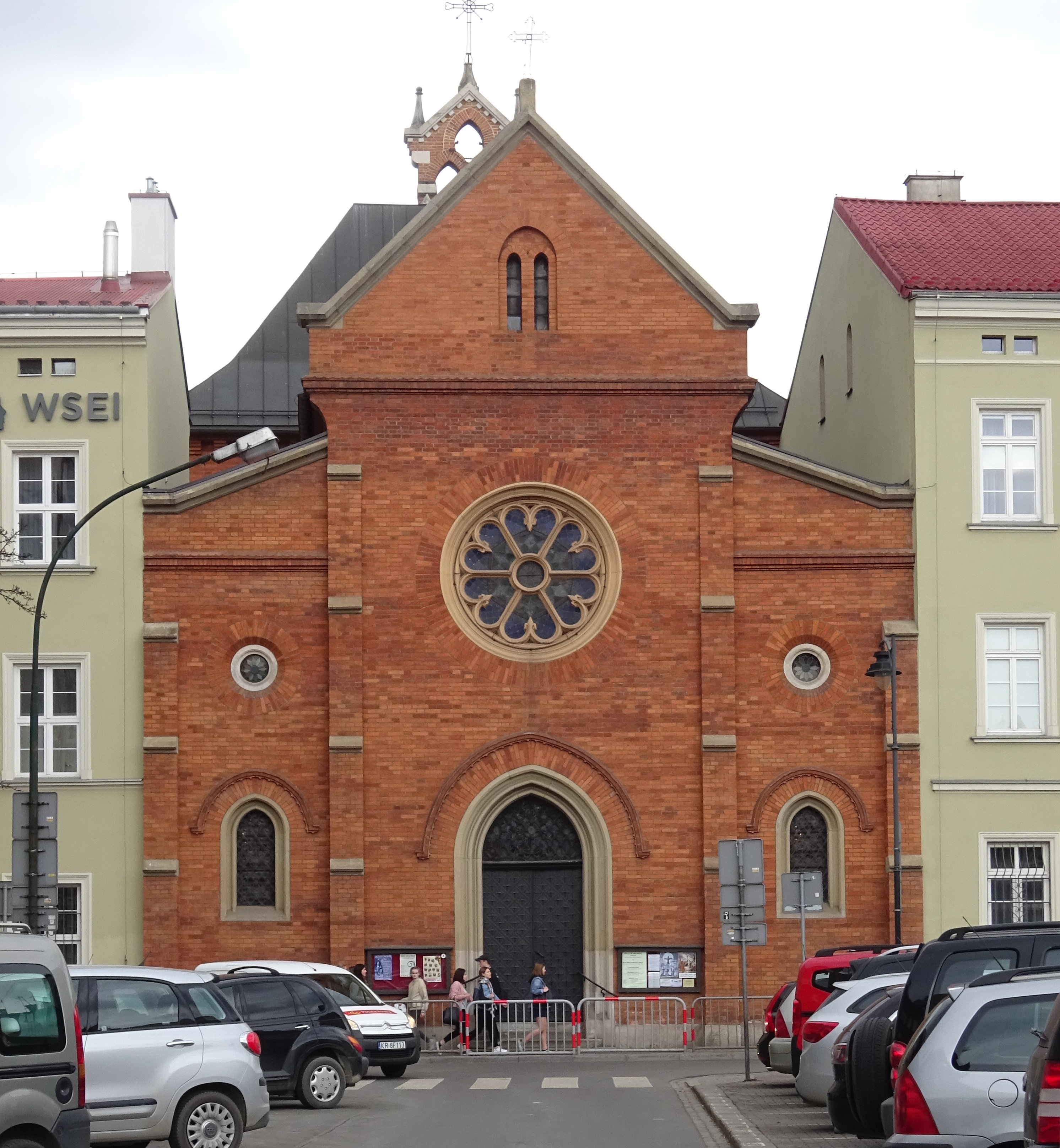
Kościół wraz z domem Zgromadzenia Misji przy ul. św. Filipa 19 w Krakowie – miejsce zamieszkania ks. Kazimierza Siemaszki w latach 1869–1904
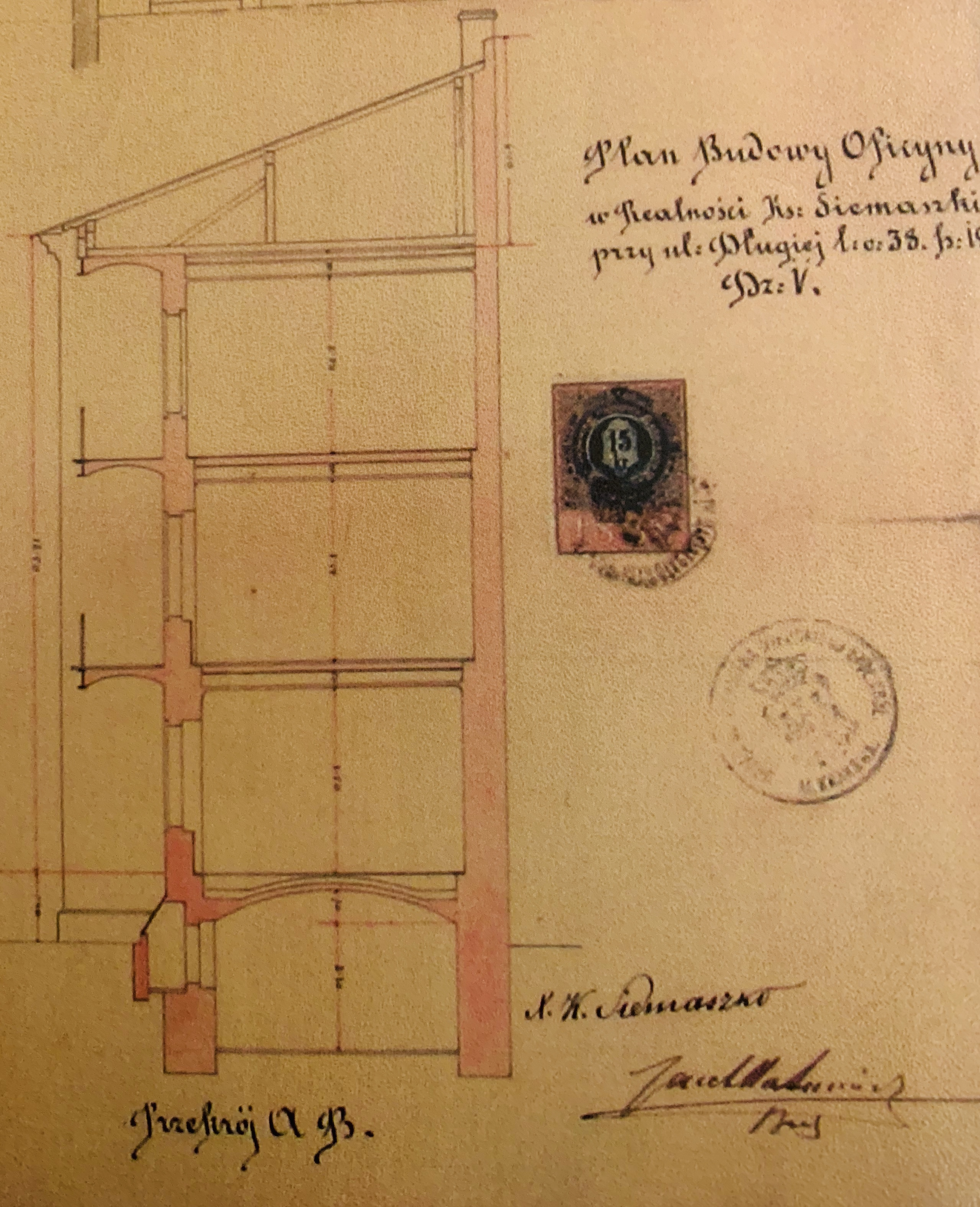
Plany budowy oficyny w Zakładzie ks. Siemaszki z jego własnoręcznym podpisem
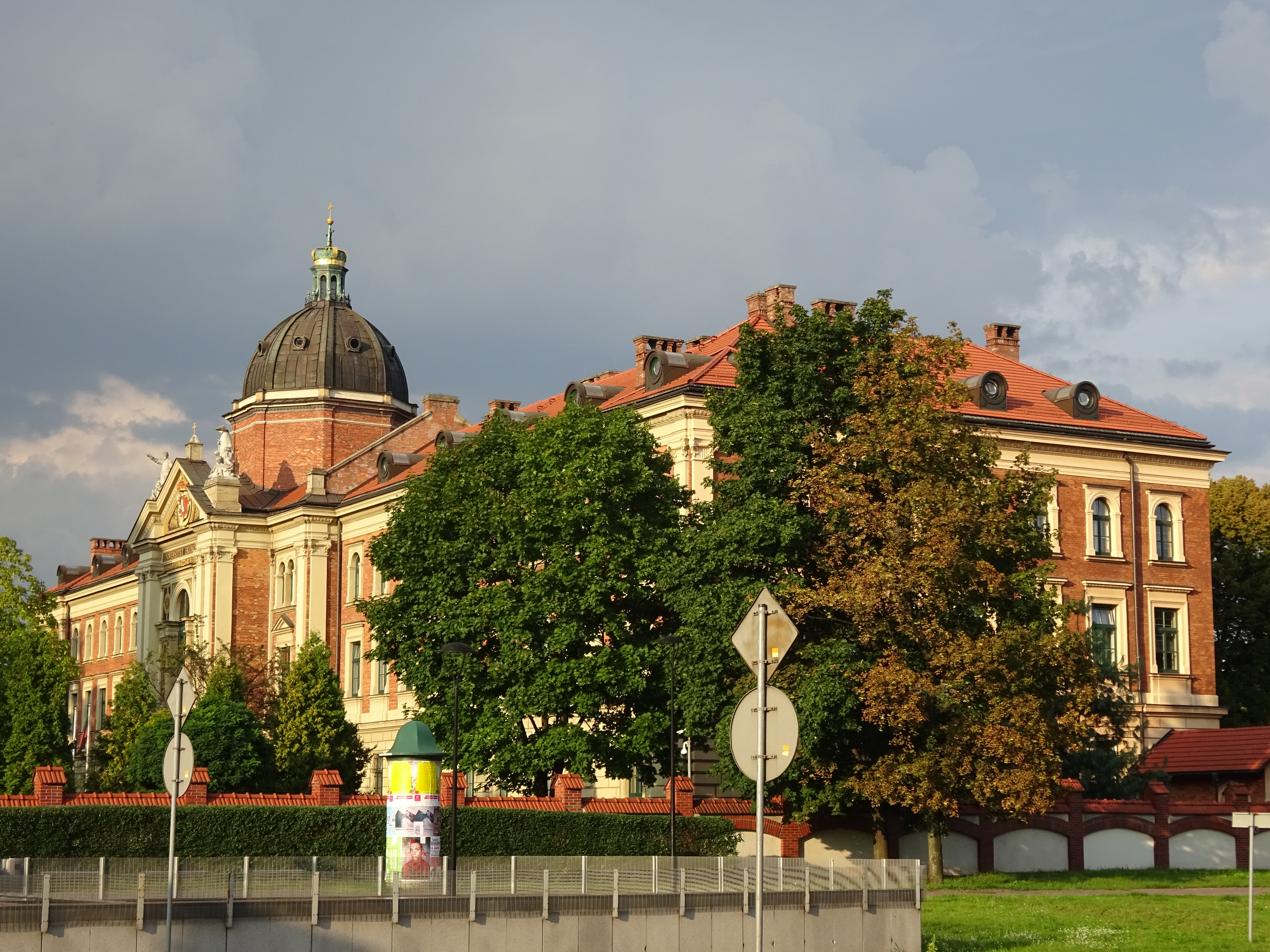
Budynek fundacji Aleksandra Lubomirskiego, obecnie gmach główny Uniwersytetu Ekonomicznego w Krakowie
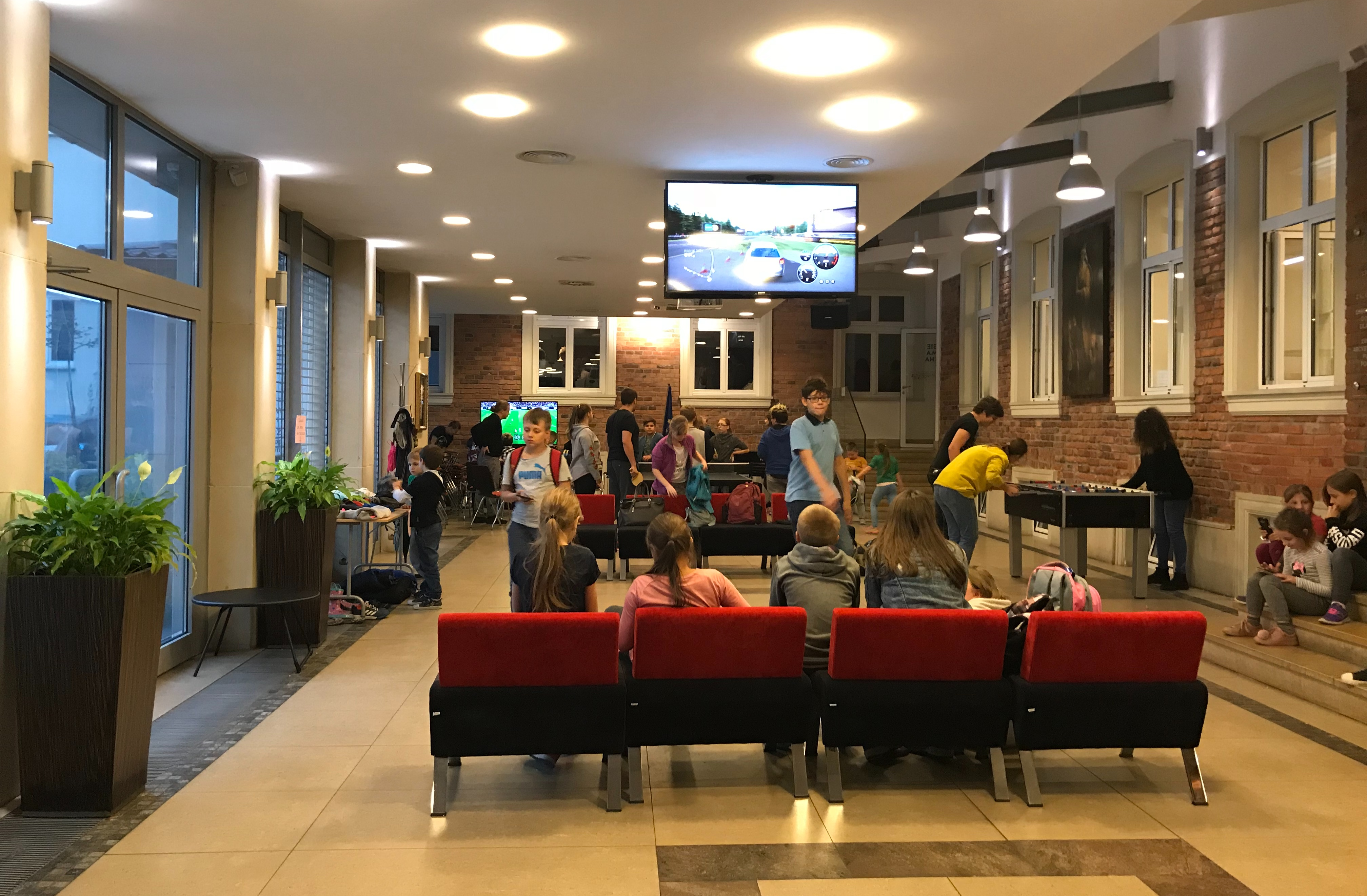
Aula w SIEMACHA Spot przy ul. Długiej 42, niegdyś Zakład ks. Kazimierza Siemaszki w Krakowie (wrzesień 2018)
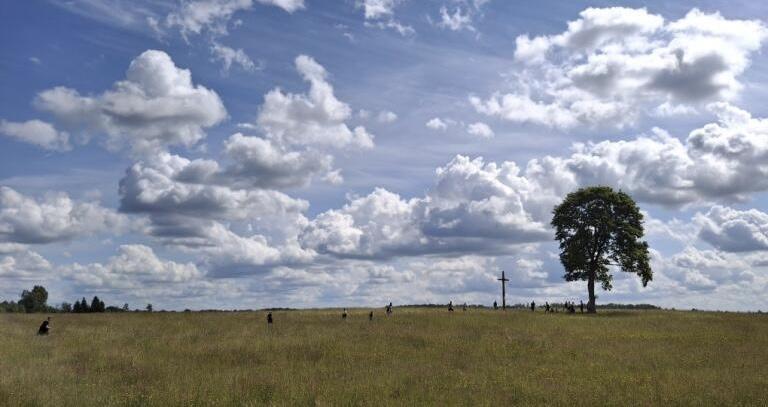
Krzyż w nieistniejącej wiosce Dyskajmie, w której urodził się ks. Kazimierz Siemaszko.